# Градуал
Градуа́л (от лат. graduale) в богослужении католиков 1) обиходная книга с песнопениями и текстами для мессы; 2) responsorium graduale (респонсорий, исполняемый на ступенях амвона) — литургический жанр и текстомузыкальная форма респонсорного типа.

## Краткая характеристика
Градуал (респонсорий мессы) состоит из хорового рефрена (A) и — более протяжённой, чем рефрен — сольной части (B), именуемой «версом» (versus — «стих»), которые чередуются по схеме ABA. Текст верса, как правило, заимствуется из Псалтири. Древнейшие мелодии градуалов написаны во втором (гиподорийском) и пятом (лидийском) ладах. Градуал зачастую богато украшен протяжёнными мелизмами (например, Haec dies, Juravit Dominus, Justus ut palma, Tecum principium), что предполагает высокое мастерство певчих.
Древнейшие градуалы (обиходные певческие книги) содержали песнопения только проприя мессы, ныне также ординария. Наиболее ранние градуалы (под названием «антифонарий мессы», «кантаторий» и др.), содержащие только текст (без нотации), восходят к VIII—IX векам. Все они опубликованы солемским монахом Эсбером в его знаменитой антологии Antiphonale missarum sextuplex. Самые ранние нотированные рукописи, носящие название «градуал», относятся к XI веку. Последнее авторитетное издание римского градуала Graduale triplex (1979) наряду с квадратными нотами содержит факсимиле двух невменных оригиналов (отсюда название triplex — «тройной»).

### В иудейском богослужении
Традиционный покаянный напев в иудейском предзакатном богослужении «Неила» близко воспроизводит музыку метрической секвенции Missus Gabriel de coelis Адама Сан-Викторского (около 1150 года) в том виде, в каком она приводится в сарумском Градуале.

## Издания обиходных книг
- Graduale iuxta ritum sacri ordinis Praedicatorum Romae, 1901 (доминиканский градуал).
- Liber usualis. Tournai, 1950.
- Graduale sacrosanctae Romanae ecclesiae (Graduale Romanum). Parisiis, Tornaci, 1957 (римский градуал).
- Graduale triplex seu Graduale Romanum ornatum neumis Tournai: Abbaye Saint-Pierre de Solesmes, 1979 (тройной градуал).